# Alejandra Quereda
Alejandra Quereda Flores (Alicante, 24 de julho de 1992) é uma ginasta espanhola que compete em provas de ginástica rítmica, medalhista olímpica nos Jogos do Rio de Janeiro, em 2016.

## Carreira
Quereda começou a praticar ginástica rítmica aos 6 anos, seguindo os passos de sua mãe que havia sido por diversas vezes campeã nacional no conjunto. Em 2004, aos 12 anos, foi chamada a integrar a equipe juvenil da Espanha, mas decidiu não aceitar o primeiro convite e continuar a treinar no Club de Gimnasia Rítmica del Colegio CEU Jesús María, de Alicante, até ser novamente convocada em 2006 e partir para a categoria absoluta em 2008.
Integrou a equipe espanhola nos Jogos Olímpicos de 2012, em Londres, ao lado de Loreto Achaerandio, Sandra Aguilar, Elena López, Lourdes Mohedano e Lidia Redondo, finalizando em quarto lugar com 54,950 pontos, apenas 0,5 ponto atrás do conjunto medalhista de bronze da Itália. Representou a Espanha também em Campeonatos Mundiais, onde ganhou o bicampeonato no evento de 10 maças em 2013 e 2014 e a medalha de bronze no conjunto de 3 bolas e 2 fitas, em 2013, e no grupo geral em 2015.
Disputou sua segunda Olimpíada no Rio de Janeiro 2016, onde fez parte do grupo espanhol que conquistou a medalha de prata por equipes junto com Artemi Gavezou e as remanescentes de 2012 Aguilar, López e Mohedano. Elas terminaram as qualificatórias em primeiro lugar, mas na final acabaram sendo superadas pela Rússia, no entanto obtendo a primeira medalha para a Espanha na ginástica rítmica desde 1996.